# Jan Braet von Überfeldt

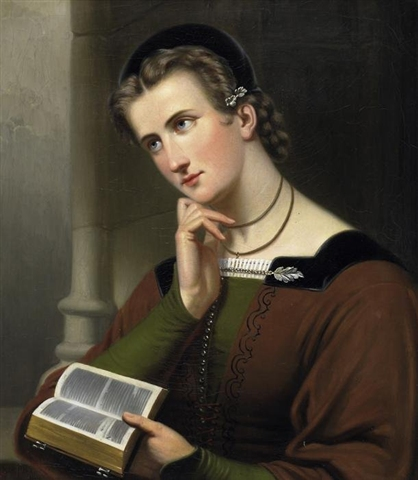
Jan Braet von Überfeldt. Portret van een jonge vrouw met bijbel. 1866. Olieverf op doek. 67 × 56,5 cm. Van Ham Kunstauktionen (16 november 2007).

Jan Braet von Überfeldt (Willige Langerak, 26 april 1807 – Doetinchem, 1894) was een Nederlandse schilderpedagoog, tekenaar, lithograaf en kunstschilder.
Braet von Überfeldt woonde en werkte in Amsterdam, waar hij, in samenwerking met Valentijn Bing, het boek Handeling tot het teekenen naar de natuur en de beginselen der doorzigtkunde schreef. In 1875 vertaalde hij het boek Handleiding voor de geschiedenis, de ontwikkeling en de kennis der meest eigenaardige vormen van de voornaamste ornamentstijlen uit alle tijden van Felix Philipp Kanitz. Na zijn pensionering vestigde hij zich vlak bij Doetinchem. Omstreeks 1889 gaf hij les aan Piet Mondriaan voor het behalen van zijn 'Akte M.O. Handtekenen en Perspectief'.

## Publicaties
- Jan Braet von Überfeldt, Valentijn Bing (1863-1866). Handeling tot het teekenen naar de natuur en de beginselen der doorzigtkunde. Voornamelijk ingerigt ten dienste der volksscholen. Amsterdam: Brinkman.
- Jan Braet von Überfeldt, Valentijn Bing (1978). Nederlandsche kleederdragten naar de natuur getekend door Valentyn Bing en Braet von Ueberfeldt. Zutphen: Terra (ISBN 9062550118).

- Biografisch Portaal: 73088885
- Digitale Bibliotheek voor de Nederlandse Letteren: brae023
- Gemeinsame Normdatei: 1067657991
- International Standard Name Identifier: 0000 0000 6954 4015
- Nationale bibliotheek van Australië: 35960316
- Nederlandse Thesaurus van Auteursnamen: 071843639
- RKD-Nederlands Instituut voor Kunstgeschiedenis: 11926
- Union List of Artist Names: 500066527
- Virtual International Authority File: 96140055
- WorldCat: E39PBJymvhgkYrr36QKgWqJVYP